# Tensou Sentai Goseiger vs. Shinkenger: Epic on Ginmaku
Tensou Sentai Goseiger vs. Shinkenger: Epic on Ginmaku (天装戦隊ゴセイジャーVSシンケンジャー エピック on 銀幕 Tensō Sentai Goseijā tai Shinkenjā Epikku on Ginmaku) là một bộ phim điện ảnh đã được ra mắt thuộc dòng phim Super Sentai. Bộ phim, được dự kiến phát hành ở các rạp vào ngày 22 tháng 1 năm 2011, sẽ là cuộc hội ngộ của các nhân vật trong Tensou Sentai Goseiger và Samurai Sentai Shinkenger. Các anh hùng trong Kaizoku Sentai Gokaiger cũng xuất hiện trong một tiểu cảnh của phim. Bộ phim đã được thông báo trên Twitter của Toei vào ngày 21 tháng 10 năm 2010. Tiêu ngữ của bộ phim là "Thoát ra mau, samurai! Tung đôi cánh lên, hỡi các thiên thần!" (いざゆけ、侍! はばたけ、天使たち! Iza yuke, samurai! Habatake, tenshi-tachi!). Đây là bộ phim liên minh đầu tiên được phát hành trên Blu-Ray, vào ngày 21 tháng 3 năm 2011 qua DVD.
Nội dung của nội phim xoay quanh việc một Ayakashi còn sống sót Madokodama (マダコダマ lồng tiếng bởi Genda Tesshō) đang tìm cách hồi sinh Doukoku Chimatsuri, nhưng thay vào đó lại hồi sinh nhằm kẻ thù của các Goseiger Buredoran, và hắn đã trở thành Gedoushu Buredoran Tắm Máu (血祭のブレドラン Chimatsuri no Buredoran, lồng tiếng bởi Tobita Nobuo). Tệ hơn nữa, Shiba Takeru đã bị Buredoran tẩy não và biến thành Gedou Shinken Red (外道シンケンレッド Gedō Shinken Reddo).

## Nội dung
Mở đầu là cảnh Goseiger tiêu diệt Bili, sau đó Alata di mua đồ và gặp mặt nhóm Gedoushu và cả ShinkenRed. Kế tiếp ShinkenRed Takeru đã goi ShinkenBlue tới. Sau đó họ gặp ShinkenGreen sau đó ShikenRed bị bắt đi, do có hiểu lầm với Goseiger các Shinkenger bỏ đi, tuy nhiên Alata vẫn muốn tìm các Shinkenger còn lại. Khi các Shikenger gặp nhau và Takeru xuất hiện và bị khống chế. ShinkenRed lúc này là Gedou ShinkenRed tấn công Shinkenger nhưng Alata đã đỡ đòn và nhờ có Goseiger Knight và Shinken Gold 
đã cứu họ.

## Diễn viên
- Alata: Chiba Yudai (千葉 雄大 Chiba Yūdai?)
- Eri: Satoh Rika (さとう 里香 Satō Rika?)
- Agri: Hamao Kyōsuke (浜尾 京介 Hamao Kyōsuke?)
- Moune: Niwa Mikiho (にわ みきほ Niwa Mikiho?)
- Hyde: Ono Kento (小野 健斗 Ono Kento?)
- Amachi Nozomu: Nakamura Sakuya (中村 咲哉 Nakamura Sakuya?)
- Tiến sĩ Amachi Shuichiro: Yamada Louis LIII (山田ルイ53世 Yamada Rui Gojūsan-sei?)
- Datas: Miyata Kōki (宮田 幸季 Miyata Kōki?, Lồng tiếng)
- Gosei Knight: Konishi Katsuyuki (小西 克幸 Konishi Katsuyuki?, Lồng tiếng)
- Master Head, Tensouder: Sawaki Ikuya (沢木 郁也 Sawaki Ikuya?, Lồng tiếng)
- Buredoran: Tobita Nobuo (飛田 展男 Tobita Nobuo?)
- Shiba Takeru: Matsuzaka Tori (松坂 桃李 Matsuzaka Tōri?)
- Ikenami Ryunosuke: Aiba Hiroki (相葉 弘樹 Aiba Hiroki?)
- Shiraishi Mako: Takanashi Rin (高梨 臨 Takanashi Rin?)
- Tani Chiaki: Suzuki Shōgo (鈴木 勝吾 Suzuki Shōgo?)
- Hanaori Kotoha: Morita Suzuka (森田 涼花 Morita Suzuka?)
- Umemori Genta: Sohma Keisuke (相馬 圭祐 Sōma Keisuke?)
- Kusakabe Hikoma: Ibuki Gorou (伊吹 吾郎 Ibuki Gorō?)
- Shiba Kaoru: Natsui Runa (夏居 瑠奈 Natsui Runa?)
- DaiGoyou: Tōchika Kōichi (遠近 孝一 Tōchika Kōichi?, Lồng tiếng)
- Chi Cốt Shitari: Chō (チョー? Lồng tiếng)
- Madakodama: Genda Tesshō (玄田 哲章 Genda Tesshō?, Lồng tiếng)
- Gokaiger

## Bài hát chủ đề
- "Gotcha☆Ginmaku ~Goseiger VS Shinkenger~" (ガッチャ☆銀幕～ゴセイジャーVSシンケンジャー～ Gatcha Ginmaku ~Goseijā Bui Esu Shinkenjā~?)
  - Thể hiện: Hideyuki Takahashi